# Sedum ruwenzoriense
Sedum ruwenzoriense är en fetbladsväxtart som beskrevs av E. G. Baker. Sedum ruwenzoriense ingår i Fetknoppssläktet som ingår i familjen fetbladsväxter. Inga underarter finns listade i Catalogue of Life.